# 무아이다르 SC
무아이다르 스포츠 클럽(아랍어: معيذر, 영어: Muaither Sports Club)은 1996년에 창단된 카타르 무아이다르의 축구 구단이다.

## 역사
이 구단은 창단 당시 알 샤밥이라는 명칭을 사용했다. 2004년 카타르 올림픽 위원회에 의해 현재의 명칭으로 바뀌었다.
2004년 카타르 축구 사상 최초로 2부 구단이 셰이크 자심 컵을 우승했다.
2013-14 시즌 카타르 스타스 리그가 참가 팀을 14개 팀으로 확대하면서 구단 역사상 최초로 1부리그에 입성했다. 그러나 그 해에 바로 강등이 되었다.
2015-16 시즌 2부리그인 카타르가스 리그에서 우승하며, 구단 역사상 최초로 정규리그 우승 트로피를 들어올렸다.

## 성적
- 카타르가스 리그
  - 우승 (1회) : 2015-16

- 셰이크 자심 컵
  - 우승 (1회) : 2003-04

## 선수 명단

### 현역
참고: FIFA 자격 규정에 따라 소속된 국가대표팀 국기를 표시합니다. 선수는 복수의 FIFA 비회원국 국적을 가지고 있을 수 있습니다.
| 번호 | 포지션 | 국적         | 이름            |
| ---- | ------ | ------------ | --------------- |
| 3    | DF     | 알제리       | 푸아드 한푸그   |
| 8    | MF     | 알제리       | 나심 베나이사   |
| 9    | FW     | 콩고 공화국  | 기 음벤자       |
| 14   | FW     | 코트디부아르 | 아니세트 오우라 |

| 번호 | 포지션 | 국적 | 이름 |
| ---- | ------ | ---- | ---- |